# 完顏宗固
完顏宗固（?—1147年），女真名完顏胡魯（胡盧），为金朝皇族，金太宗完顏晟的次子。
生年没有记载。金熙宗天會十五年（1137年），以他為燕京留守，爲豳王。天眷二年（1139年），因為完顏宗磐因謀反罪被殺，他被熙宗絕宗籍，赦免后，不得稱皇叔。皇統二年（1142年），判大宗正事。六年（1146年），擔任太保，尚書省右丞相兼中書令。皇统七年（1147年），宗固去世。

## 传記資料
- 《金史》